# Ронки (Сондрио)
Ронки је насеље у Италији у округу Сондрио, региону Ломбардија.
Према процени из 2011. у насељу је живело 85 становника. Насеље се налази на надморској висини од 580 м.